# I Worship Chaos
I Worship Chaos är Children of Bodoms nionde studioalbum, utgivet den 2 oktober 2015. Det är gruppens första album utan gitarristen Roope Latvala sedan albumet Are You Dead Yet?.

## Låtförteckning
Alla låtar är skrivna och komponerade av Alexi Laiho. 
| Nr           | Titel                        | Längd |
| ------------ | ---------------------------- | ----- |
| 1.           | I Hurt                       | 4:29  |
| 2.           | My Bodom (I Am the Only One) | 4:18  |
| 3.           | Morrigan                     | 5:06  |
| 4.           | Horns                        | 3:24  |
| 5.           | Prayer for the Afflicted     | 4:55  |
| 6.           | I Worship Chaos              | 3:39  |
| 7.           | Hold Your Tongue             | 4:02  |
| 8.           | Suicide Bomber               | 3:33  |
| 9.           | All for Nothing              | 5:42  |
| 10.          | Widdershins                  | 5:11  |
| Total längd: | Total längd:                 | 45:05 |

| 11.          | Cruel Summer (Bananarama-cover) | 3:05  |
| Total längd: | Total längd:                    | 48:10 |

| 11.          | Mistress of Taboo (Plasmatics-cover) | 3:37  |
| 12.          | Danger Zone (Kenny Loggins-cover)    | 2:57  |
| 13.          | Black Winter Day (Amorphis-cover)    | 3:41  |
| Total längd: | Total längd:                         | 55:19 |

## Musiker
- Alexi Laiho – sång, gitarr
- Jaska Raatikainen – trummor, bakgrundssång
- Henkka Seppälä – elbas, bakgrundssång
- Janne Wirman – keyboard